# Liste des aires urbaines de la Charente
La Liste des aires urbaines de la Charente est un fichier des aires urbaines du département de la Charente dont la mise à jour est effectuée par l'INSEE lors de la révision du zonage ou du périmètre des aires urbaines en France.
Ces mises à jour ont lieu régulièrement après chaque recensement de population. Concernant ces listes, celles-ci sont établies en 1999 et 2010.

## Liste des aires urbaines de la Charente de 2010
Ce tableau comprend les aires urbaines de la Charente de plus de 5 000 habitantsau recensement de 2008, dans leurs nouvelles délimitations définies par l'Insee en 2010.
Liste des aires urbaines de Charente de plus de 5 000 habitants en 2008 (Population municipale)
| Rang | Nom de l'aire urbaine    | Aire urbaine | Pôle urbain | Nombre de communes | Superficie   | Densité de population |
| ---- | ------------------------ | ------------ | ----------- | ------------------ | ------------ | --------------------- |
| 1    | Angoulême                | 178 650      | 109 553     | 108                | 1 597,80 km2 | 112 hab/km²           |
| 2    | Cognac                   | 48 131       | 27 077      | 35                 | 419,16 km2   | 115 hab/km²           |
| 3    | Ruffec                   | 6 974        | 4 049       | 10                 | 98,42 km2    | 71 hab/km²            |
| 4    | Barbezieux-Saint-Hilaire | 5 640        | 4 687       | 3                  | 50,58 km2    | 112 hab/km²           |

## Liste des aires urbaines de 1999
Ce tableau comprend les deux aires urbaines de la Charente au recensement de 1999, dans leurs délimitations définies par l'Insee en 1999.
Liste des aires urbaines de Charente en 1999 (Population sans doubles-comptes)
| Rang | Nom de l'aire urbaine | Aire urbaine | Pôle urbain | Nombre de communes | Superficie   | Densité de population |
| ---- | --------------------- | ------------ | ----------- | ------------------ | ------------ | --------------------- |
| 1    | Angoulême             | 153 781      | 103 746     | 80                 | 1 233,86 km2 | 125 hab/km²           |
| 2    | Cognac                | 44 051       | 27 042      | 28                 | 366,51 km2   | 120 hab/km²           |